# Марко Касагранде
Марко Касагранде е финландски архитект, екоактивист, архитектурен теоретик, писател и професор по архитектура. Завършил е Хелзинкския университет по технологии в катедра архитектура (2001).

## Ранни години
Касагранде е роден на 7 май 1971 година в Турку, Финландия в католическо семейство с италиански и финландски корени. Прекарва детството си Илитомио във финландска Лапландия, но учи в Каржаа, малък град в Южна Финландия, преди да се премести в Хелзинки, за да учи архитектура.

## Военен и писател
След службата си във финландската армия, Касагранде доброволства към групировката на босненските кроати HVO. Под псевдонима Лука Моконеси пише противоречиво приетата Mostarin tien liftarit / Стопаджии по пътя към Мостар (WSOY 1997)  за приключенията си по време на босненската гражданска война. Поради описанията на военни престъпления, извършени от лирическия герой в книгата, самият Касагранде е заподозрян в такива. В своя защита, той по-късно твърди, че творбата не се базира на действителни случки. 
Лично Касагданде проявява нулева толерантност спрямо военни престъпления от всякакво естество. „Тези войници знаят какво не правят както трябва. Това е пълната противоположност на конструктивен колектив и отборен дух. Всеки разбира, че е напълно безсмислено да се разбиват вратите на домове на възрастни хора.“ Касагранде изнася лекции по стратегия и лидерство във Финландския университет за защита от 2006 г. до днес. 

## Архитект и артист
Още от ранните фази на кариерата си Касагранде започва да смесва архитектурата с различни други форми на изкуството и науката, следствие на които са редица екологично насочени архитектурни инсталации по света. After being a finalist in the UK journal Architectural Review's Emerging Architecture competition (1999) След достигането на финалния етап на архитектурното състезание Emerging Architecture на списание Architectural Review (1999), Марко Касагранде и партньорът му Сами Ринтала получават покана за Виенското Биенале през 2000 г. Вестник New York Times избира проекта им „60 Minute Man“ като техен фаворит на Биеналето.  В проекта Касагранде и Ринтала посяват дъбова гора в изоставена баржа върху органичните отпадъци, които Венеция изхвърля всеки 60 минути. Разнообразната работа на Касагранде навлиза в сферите на архитектурата, градското и екологично планиране, екологичното изкуство, цирка и други артистични дисциплини. 
В търсене на неописуема архитектура, истинска реалност и връзка между съвременния човек и природата. Той вярва, че човек не бива да се заслепява от звездите, обикалящия го строй, онлайн достъпа до информация и забавления. Ценно е това, което е истинско. 
Работите и теории се движат свободно между архитектура, градски и еко дизайн, наука и еко изкуство с циркова добавка, формирайки т.нар. commedia dell'architettura – широка представа за заобикалящата ни среда обвързана със социална проблематика и отговорност към природата. Няма друга реалност освен природата.
След проекта си в Treasure Hill, в рамките на който Касагранде променя нелегално селище на фермери в експериментална лаборатория с концепция екологичен урбанизъм, архитектът е номиниран за преподавател по екологично урбанистично планиране в тайванския Тамкангски университет.  Обществената реакция е смесена.

## Градът от трето поколение
Касагранде разглежда градовете като сложни енергийни организми с различни взаимнозастъпващи се слоеве на енергийни потоци, определящи поведението на гражданите и развитието на града. Смесвайки природознание и градски дизайн, Касагранде развива методи за точково манипулиране на градските енергийни потоци, за да провокира екологично устойчиво развитие към т.нар. Град от трето поколение (слединдустриален град) 
Теорията на Градът от трето поколение разглежда слединдустриалното градско състояние като машина естествено задвижвана от различни воли, а архитектите като шамани, които контактуват с по-горно ниво на градско съзнание.  Органичната машина се задвижва от постоянни спонтанни разривни процеси, урбанистично градинарство, извършвано от жителите т. нар градинари – анархисти, нелегална архитектура и градска акупунктура. Руината като преходен елемент в системата се разглежда като нещо създадено от човека, но преминаващо към природата. Теорията е развита в независимия политехнически научен център Ruin Academy (2010).
Градът от трето поколение е наследник на първото поколение градове, в които хората живели в мир и разбирателство с природата и второ поколение, по време на което хората се изолирали от външния свят с каменни стени. В третото поколение природата, която не може просто да се изключи, израства през руините, през пукнатините, свързвайки отново човешката същност с природата. Градът от трето поколение се концентрира повече върху градска акупунктура и микро организация, отколкото върху центричното урбанистично планиране.  Касагранде описва урбанистичната акупунктура като:
кръстосана архитектурна манипулация на колективния интелект на града. Градът се разглежда като многоизмерен чувствителен енергиен организъм, жива среда. Градската акупунктура цели контакт с природата.  и чувствителност за разбиране на енергийните потоци на колективната чи под обозримия град и съответната реакцията на ключови места. Архитектурата е в състояние да влезе в ролята акупунктурна игла.  и нов живот ще покълне дори и в най-малката цепнатина на асфалтовия град, градската акупунктура е растението, а акупунктурната точка е пукнатината. Възможността за подобна среща е разглеждана като среща между човешката същност и природата. Теорията отваря вратата за неконтролируеми креативност и свобода. Всеки гражданин е добре дошъл да се включи в съзидателния процес, да използва градското пространство за каквито и да е цели и да моделира обкръжението си по своя преценка. 

Работи на Касагранде са избрани три пъти за Архитектурното Биенале във Венеция – 2000, 2004, 2006 

## Съвместна работа с Ринтала
Casagrande & Rintala – Марко Касагранде и Сами Ринтала са финландска архитектурна и артистична група занимаваща се с архитектурни инсталации за международни събития на съвременната архитектура и изкуство. Работите им са смесица между архитектура и еко-изкуство. 
За пейзажната им инсталация 1000 Бели Криле (Лятото на 2002) артистите поръсват полегатия склон използван за ски спускания в природния парк Коли, Финландия с бели чаршафи от лудници. Касагранде и Ринтала привличат общественото внимание към лудостта на предприемачите, изсичащи стари гори. 
Творбата на Касагранде и Ринтала „Пейзаж“ получава награда на архитектурното състезание Emerging Architecture на списание Architectural Review (1999), Авторите са поканени за участие на Виенското Биенале през 2000 г. Критикчката във вестник New York Times Herbert Muschamp избира проекта им „60 Minute Man“ за неин любив на Биеналето. 
Касагранде и Ринтала измислят и строят всичките си творби сами. Процесът на измисляне продължава дори по време на периода на изграждане. 

"Самата творба често променя своята форма или придобива повече слоеве по време на процеса на изграждане. Ние сме отворени към всякакви проомени в творбата. Започвайки да „напипва“ истинската си форма, обикновено творбата ни казва повече за себе си."

## Най-важни творби

### Land(e)scape
Land(e)scape (1999), архитектурна инсталация дело на финландските архитекти Касагранде & Ринтала в бивше поле в Саволина. Творбата коментира процеса на изоставяне на финландската провинция.
Три от изоставените хамбари дорасват, обясняват архитектите, до момента, в който е трябвало да нарушат изконния си съюз със земята. Самотни, изправяйки се на крака, те бавно се клатушат към южните градове“ 
„Пейзаж“ получава награда на архитектурното състезание Emerging Architecture на списание Architectural Review (1999), и авторите са поканени за участие на Виенското Биенале през 2000 г. „Пейзаж“ стартира международната кариера на Касагранде и Ринтала. 
Произведението е запалено от авторите си през октомври 1999 
„Пейзаж“ представя Финландия на изложенията „Нови тенденции в архитектурата на Европа“ и „Япония 2001“ 

### Редръм
Редръм (2003) е архитектонична инсталация в Анкъридж, Аляска на финландските архитекти Casagrande & Rintala. Творбата е поръчана от Аляския Форум на дизайна
3 нефтени резервоара на Аляската ЖП компания са разрязани на 12 парчета и превърнати в храмовидна структура, противостояща на държавната административна сграда в Анкъридж на пресечката на C-Street и 7-о Авеню. Интериорът е боядисан в ярко червено, контрастиращо на ръждивия и груб екстериор. Подът е направен от 3500 кг. мидени черупки – първопричината за наличието на нефт в Аляска.
Редръм е критична при по-задълбочен прочит. Дизайнерите целят да привлекат внимание върху връзката между нефт, война и околна среда. Местните медии я описват като „шамар в лицето на алясканци“ 

### Пътьомкин
Пътьомкин е стоманен архитектурен парк дело на Касагранде и Ринтала за село Курумата в Япония 2003. Стоманен хибрид между машина и храм. Творбата смесва външни и вътрешни пространства за медитация. Пътьомкин е поръчан от триеналето на съвременните изкуства в the Echigo-Tsumari 2003.
Пътьомкин играе ролята на своеобразен Акропол на пост индустриалната ера и повдига въпроса за връзката между модерния човек и природата. Виждам Пътьомкин като култивирано бунище разположено между древните оризови полета и реката с ясна ос към Шинту храма. 
Парцелът е бивше нелегално сметище превърнато в крайречен парк  Архитектурата на парка е изяснена на място в мащаб 1:1, чрез изрисувани линии с крак върху снега. Впоследствие, когато снегът се разтапя съоръжението се изгражда.
Паркът е направен от рециклирани материали и стомана Кавасаки с дебелина един инч. Дълъг е 130 м и широк 15 м. Съставен е от серии външни и вътрешни пространства.

### Други творби
- 60 Minute Man, архитектонична инсталация, Касагранде & Ринтала, Венецианско Биенале 2000.
  - Авторите посяват дъбова гора на изоставена 50 метрова баржа върху органичните отпадъци, които Венеция изхвърля всеки 60 минути.
- Uunisaari Summer Theatre, временна архитектура, Касагранде & Ринтала, Хелсинки, Финландия 2000.
  - Временен кръгъл театър на о-в Suomenlinna извън Хелсинки.[42]
- 1000 White Flags, еко арт инсталация, Касагранде & Ринтала, Коли, Финландия 2000
  - Бели чаршафи от лудници подредени по склон използван за спи спускания в природния парк Коли, Финландия с цел да се съживи хълма.[43]
- Quetzalcoatlus, инсталация, Касагранде & Ринтала, хаванско Биенале 2000
  - 300 килограмова греда опъната между две университетскки сгради изработена от 10 км. корда за риболов.[44]
- Bird Hangar, архитектонична инсталация, Касагранде & Ринтала, Триенале в Йокохама 2001
  - Оребрен плетен силоз, освобождаващ прикрепени към метеорологични балони птици, носещи семена от японски плодове към градовете.[45]
- Инсталация 1:2001, публична инсталация, Касагранде & Ринтала, Биенале във Фиренц 2001
  - Кръгла стена с 15.000 политически, религиозни, философски книги от цял свят със заглавия навън и страници навътре. Първоначалната идея е била инсталацията да се постави в Куба, но поради несъгласие на правителството, тя се реализира в Италия.[46]
- Dallas-Kalevala, арт запис, Касагранде & Ринтала, Demeter Environmental Art, Hokkaido Japan 2002
  - Сухопътно пътешествие от Финлания до Япония с кола с цел събиране на снимки на възрастни жени, стари секири и звуци от локални радио предавания.[47]
- Верижен реактор, архитектонична инсталация, Касагранде & Ринтала, Биенале в Монреал 2002
  - Куб от рециклирани вериги и стоманени 2-Т греди с размери 6 x 6 x 6 метра, който формира камина.[48]
- Градинарят Анархист, пърформанс и арт инсталации, Биенале на Пуерто Рико 2002
  - Парад на измислен Бог, който да спре автомобилния трафик, за да изгради индустриални Дзен градини[49]
- Плаваща сауна, временна инсталация, Касагранде & Ринтала, с. Розендал, Норвегия 2002
  - Плаваща прозрачна сауна на края на фиорд във Финландия като обществено пространство за риболовно селище. Носител на награда от 6th Cycle of 20+10+X Architecture Awards.[50]
- Treasure Hill, възстановяване на жилищна зона, Тайпе, Тайван 2003
  - Екологично възстановане за район нелегално използван за жилищни нужди
- Пост индустриален флот, Морска архитектура, CREW*31, Архитектурно Биенале във Венеция 2004
  - Архитектурна стратегия за рециклиране на стари кораби извън строя.
- Човешки Слой, градска акупунктура, Поздрави от Лондон[51] – Хелзинкски фестивал, Тайпе на ход 2004
  - Серия акупунктурни планове за Лондон, Хелзинки, Тайпе.[52]
- Камара на постурбанизма 104, лайфстайл инсталация, Музей за съвременно изкуство, Тайпе 2005
  - Стоманени мебели за постурбанистичен „пещерняшки живот“.[53]
- Павилион на бъдещето, Тайван, Дизайн Експо
  - Интердисциплинарна арт-архитектурна изложба в руините на военния лагер Уей-У, Kaoshioung 2005[54][55]
- CityZenGarden, инсталация, заедно с 3RW architects,[56] архитектурно биенале Венеция 2006
  - Ориенталска каменна градина от рециклирано стъкло във Венецианския затвор. Видео документация на Тайванските градски фермери.[57]
- Chen House, Планините Datun, Тайван. Награда за световна архитектура 2009.
  - Когато направеното от човека се слее с природата, то става руина. С тази сграда опитваме да построим руина.[58]
- Купол на буболечките, WEAK! за SZHK Biennale 2009.[59]
  - Неофициален социален клуб за нелегални работници, насекомна архитектура.[60]
- Академия Руина, Централната градска част на Тайпе, Тайван 2010.
  - Независимот архитектурно-проучвателен център с цел „да се преосмисли индустриалния град и човекът в кутията.“[61]
- Цикада, Тайпе, Тайван 2011
  - Органичен бамбуков павилион, предоставящ градска акупунктура на обграждащия индустриален град.[62] Red Dot Award 2012.[63]
- Пясъчен червей, Beaufort04 триенале на съвременното изкуство, Wenduine, Белгия 2012[64]
  - Катедрала от плачещи върби, която да подчертае специфичните за морските брегове условия.[65] Частично архитектурна, частично еко изкуство, цялата творба е направена от върбови клони и се счита за „крехка архитектура“. [66]